# Белло Нок
Белло Нок (27 вересня 1968, Сарасота, США) — американський артист цирку. У 2011 році Белло Нок переміг на найпрестижнішому цирковому фестивалі у Монте-Карло, де виконав надзвичайно складну програму на колесі мужності.